# Crotalus durissus terrificus
La cascabel tropical austral o víbora de cascabel austral (Crotalus durissus terrificus), es una de las subespecies en que se divide la especie Crotalus durissus, una serpiente venenosa de potente ponzoña del género Crotalus, siendo la especie más austral de dicho género, y esta su subespecie más austral; habitando en bosques, selvas, y matorrales en el centro y este de América del Sur. Mide entre 1,40 metros y 1.50 metros. 

## Taxonomía
Esta subespecie fue descrita originalmente en el año 1768 por el naturalista austríaco Josephus Nicolaus Laurenti, bajo el nombre científico de Caudisona terrifica. 
Las subespecies anteriormente conocidas como C. d. collilineatus y C. d. cascavella fueron trasladadas a la sinonimia de Crotalus durissus terrificus en 2005.
Localidad tipo
La localidad tipo indicada en su descripción es: «Habitat in America, infra graduum elev. 45"». Al designarse un neotipo se la definió en base al lugar de captura de este ejemplar: «Júlio de Castilhos, Municipio Taquarí, Río Grande del Sur, Brasil».

## Descripción

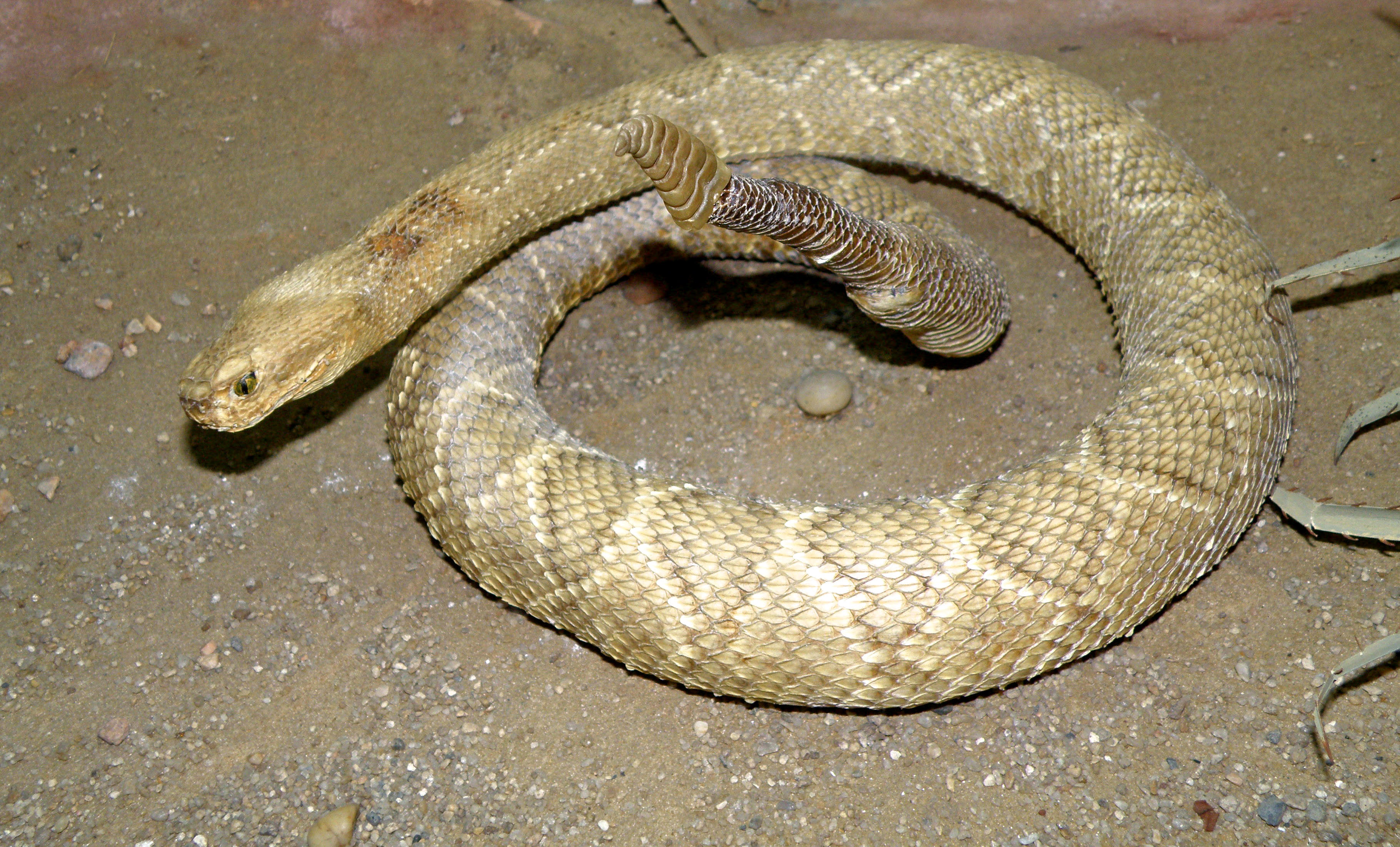
Ejemplar taxidermizado de víbora de cascabel austral (Crotalus durissus terrificus).

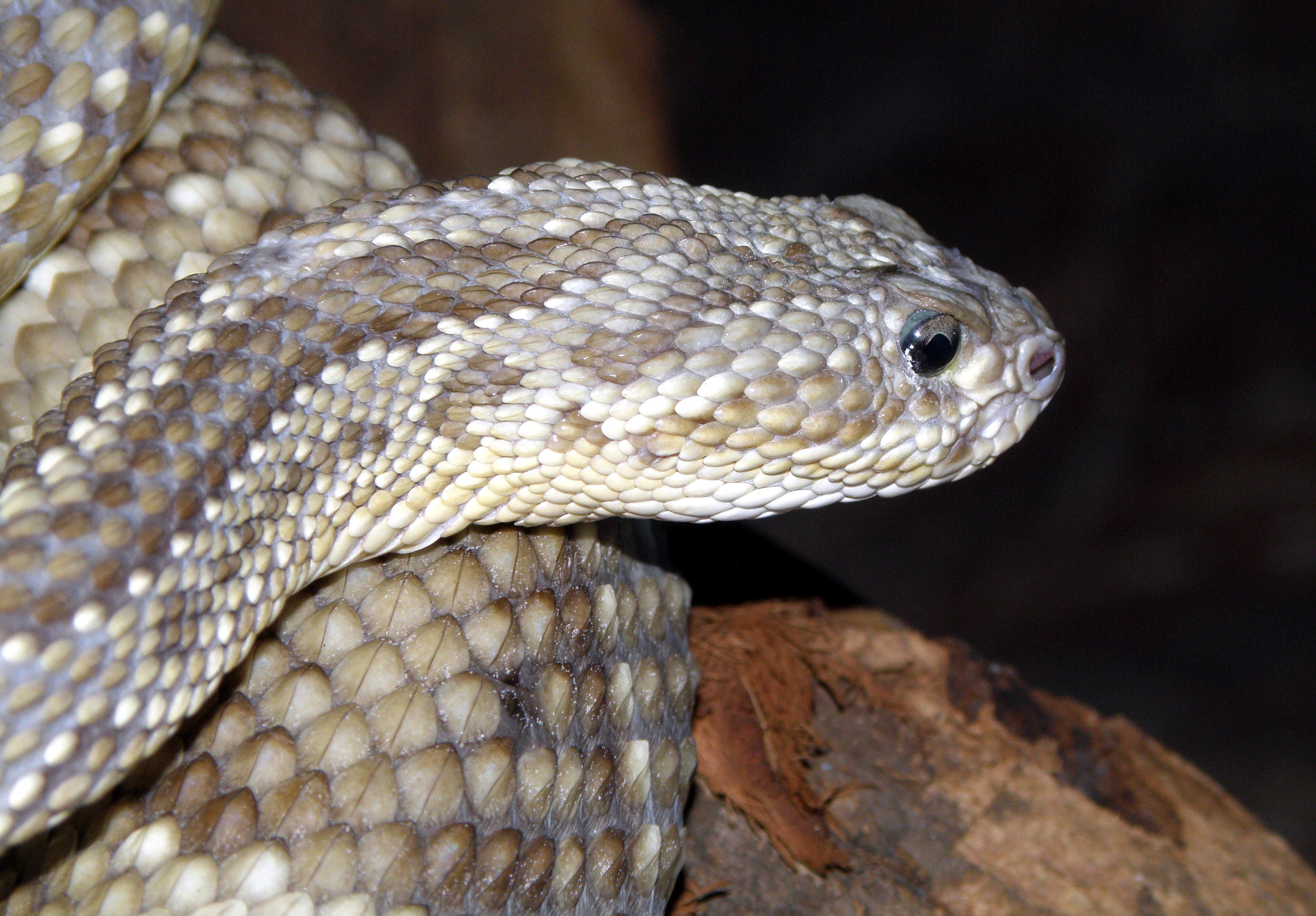
Detalle de la cabeza de un ejemplar de cascabel austral (Crotalus durissus terrificus).

Este crotalino muestra un cuerpo macizo, robusto, comprimido lateralmente y aplanado ventralmente. Puede crecer hasta una longitud máxima de alrededor de 180 cm, en ejemplares capturados en los alrededores de la ciudad chaqueña argentina de Resistencia, los cuales poseían un cascabel compuesto por 10 segmentos o sonajillas, cantidad que no está relacionada con la edad del ejemplar si no, con las mudas de piel que se realizan de 1 a 5 por año dependiendo de factores ambientales que inciden sobre su crecimiento. Cada vez que un individuo muda su piel, se forma un segmento nuevo en el apéndice caudal, también pudiendo éste, desprenderse en parte por alguna eventualidad. La cabeza es grande, de forma subtriangular, separada del resto del cuerpo por un angosto cuello. El cuerpo está fuertemente escamado, presentando además acentuadas protuberancias o tuberculaciones. Estas formas se suavizan algo llegando a la extremidad posterior.
La diferenciación de esta subespecie se basa en su patrón de coloración dorsal, compuesto por manchas geométricas regulares grisáceas oscuras, con netos rebordes negros y blancos, casi uniformes en toda su superficie, no sobreponiéndose en la línea dorsal media. Las estrías paravertebrales del cuello y las bandas y el diseño en general de la cabeza es mucho más confuso o atenuado. El relieve espinal empinado, tan notorio en la subespecie típica, en esta es muy moderado.

## Distribución geográfica
Esta subespecie es endémica del centro y este de Sudamérica, distribuyéndose al sur de la selva amazónica de Brasil, extremo sureste de Perú (Puno y Madre de Dios), Bolivia, Paraguay, Uruguay y el norte y centro de la Argentina, en las provincias de:  Catamarca, Córdoba, Corrientes, Chaco, Entre Ríos, Formosa, La Pampa, La Rioja, Mendoza, Misiones, San Juan, San Luis, Santa Fe, Santiago del Estero Tucumán y Salta.

## Veneno
Los síntomas de envenenamiento en el ser humano varían debido a la presencia concentrada o no de la crotoxina neurotoxinas (crotoxina y crotamina) la que causa una progresiva parálisis. Especímenes de Brasil, especialmente en el caso de C. d. terrificus, puede resultar en una visión impar, o en completa ceguera, desórdenes auditivos, ptosis, parálisis de los músculos periféricos, especialmente del cuello, que le otorga una apariencia como si estuviera roto, y, eventualmente, parálisis respiratorias. Los disturbios oculares que, de acuerdo a Álvaro, ocurren en el 60 % de los casos de C. d. terrificus, culminan en ceguera permanente. Una fosfolipasa A2 neurotóxica también daña músculos esqueléticos y posiblemente del corazón, dando dolores generales, y astenia.